# Arthur Rosenthal
Arthur Rosenthal (Fürth, Império Alemão, 24 de fevereiro de 1887 — Lafayette, Indiana, 15 de setembro de 1959) foi um matemático alemão.